# Shaoang Liu
Shaoang Liu (né le 13 mars 1998) est un patineur de vitesse sur piste courte hongrois et chinois. De père chinois et de mère hongroise, il commence à pratiquer le sport en 2006. Il représente la Hongrie aux Jeux olympiques d'hiver de 2018 où il remporte la médaille d'or en battant le record olympique du relais 5 000 m, avec son frère Shaoang Liu et ses coéquipiers Viktor Knoch et Csaba Burján en 6 min 31 s 971. En 2023, il intègre l'équipe nationale chinoise avec son frère. 

## Biographie
Le grand frère de Liu, Shaolin Sandor Liu, est aussi patineur de vitesse sur courte piste et a représenté la Hongrie aux épreuves de patinage de vitesse sur piste courte aux Jeux olympiques de 2014. Il considère son frère et Bence Olah comme ses sources d'inspiration.
En 2023, son frère et lui intègrent l'équipe nationale chinoise.

## Carrière

### Débuts internationaux
En 2017, il remporte quatre médailles d'or aux Championnats du monde junior à Innsbruck.

### Jeux olympiques de Pyeongchang
Le 23 août 2017, aux sélections nationales de préparation aux Jeux olympiques de Pyeongchang, il remporte toutes les distances sauf une, où il arrive deuxième derrière son frère,.
À la première manche de la Coupe du monde de patinage de vitesse sur piste courte 2017-2018, il arrive sixième au 1500 mètres après une chute en finale A. Lors de la deuxième manche de la saison, il est quatrième au 500 mètres devant Kim Do-kyoum et au 1500 mètres et sixième du 1000 mètres juste derrière Charles Hamelin. À la troisième manche de la saison, il prend le bronze sur le 1000 mètres, derrière Wu Dajing qui joue à domicile et son propre frère,. Il arrive à nouveau troisième du classement à la dernière manche de la saison, au 500 mètres cette fois, derrière les deux mêmes personnes dans le même ordre,.

### 2021
Aux Championnats du monde de patinage de vitesse sur piste courte 2021 à Dordrecht, il est médaillé d'or toutes épreuves et sur 500 mètres et médaillé d'argent sur 1 000 mètres et en relais.

### Jeux olympiques de 2022
Il obtient le bronze au relais par équipes mixte, avec Zsófia Kónya, Petra Jászapáti et Shaolin Sándor Liu.